# Arrondissement di Nivelles
L'arrondissement di Nivelles (in francese Arrondissement de Nivelles, in olandese Arrondissement Nijvel) è una suddivisione amministrativa belga, situata nella provincia del Brabante Vallone e nella regione della Vallonia.
È l'unico arrondissement di tutto il Brabante Vallone; i suoi confini coincidono con quelli della provincia.

## Composizione
L'arrondissement di Nivelles raggruppa 27 comuni:
- Beauvechain
- Braine-l'Alleud
- Braine-le-Château
- Chastre
- Chaumont-Gistoux
- Court-Saint-Étienne
- Genappe
- Grez-Doiceau
- Hélécine
- Incourt
- Ittre
- Jodoigne
- La Hulpe
- Lasne
- Mont-Saint-Guibert
- Nivelles
- Orp-Jauche
- Ottignies-Louvain-la-Neuve
- Perwez
- Ramillies
- Rebecq
- Rixensart
- Tubize
- Villers-la-Ville
- Walhain
- Waterloo
- Wavre

## Società

### Evoluzione demografica
Abitanti censiti
- Fonte dati INS - fino al 1970: 31 dicembre; dal 1980: 1º gennaio